# Harrowfield Hill
Der Harrowfield Hill ist ein etwa 95 m hoher und eisfreier Hügel auf Inexpressible Island in der Terra Nova Bay an der Scott-Küste des ostantarktischen Viktorialands. Er erstreckt sich im Südosten der Insel in nord-südlicher Ausrichtung über eine Länge von 1,7 km.
Das New Zealand Geographic Board benannte ihn 2018 nach dem Archäologen David Harrowfield, der über einen Zeitraum von 40 Jahren zur Bewahrung historischer Stätten in Antarktika tätig war.